# Alois Schnabel
Alois Schnabel, znany także jako Louis Schnabel (ur. 27 lutego 1910 w Wiedniu, zm. 20 września 1982) – austriacki piłkarz ręczny, medalista olimpijski.
Uczestnik letnich igrzysk olimpijskich. Na igrzyskach w Berlinie (1936) zagrał w trzech spotkaniach. Były to dwa wygrane pojedynki przeciwko reprezentacji Szwajcarii (14-3 i 11-6) i przegrana rywalizacja z Niemcami (6-10). Schnabel nie strzelił żadnych goli. Ostatecznie reprezentacja Austrii zdobyła srebrny medal, przegrywając z ekipą gospodarzy. 
Schnabel był w składzie reprezentacji narodowej, która na mistrzostwach świata w 1938 roku zdobyła tytuł wicemistrzowski (najlepsi ponownie byli Niemcy). 